# ناو کلاس نانیوا
کروزر کلاس نانیوا (به انگلیسی: Naniwa-class cruiser) یک کلاس از کشتی است که طول آن ۹۱٫۴ متر (۲۹۹ فوت ۱۰ اینچ) می‌باشد.